# Lilija Vasil'čenko
Lilija Aleksandrovna Vasil'čenko, coniugata Rjadova (in russo Лилия Александровна Васильченко-Рябова?; Novosibirsk, 8 giugno 1962 – Novosibirsk, 19 dicembre 2011), è stata una fondista sovietica.

## Biografia
In Coppa del Mondo ottenne il primo risultato di rilievo il 13 aprile 1982 a Kiruna (20ª) e l'unico podio il 13 dicembre 1984 in Val di Sole (3ª).
In carriera prese parte a un'edizione dei Giochi olimpici invernali, Sarajevo 1984 (17ª nella 5 km), e a una dei Campionati mondiali, Seefeld in Tirol 1985, vincendo una medaglia.

## Palmarès

### Mondiali
- 1 medaglia:
  - 1 oro (staffetta[1] a Seefeld in Tirol 1985)

### Coppa del Mondo
- Miglior piazzamento in classifica generale: 15ª nel 1985
- 1 podio (individuale[2])[3]:
  - 1 terzo posto